# Ron Basford
Stanley Ronald Basford, né le 22 avril 1932 et mort le 31 janvier 2005, était un homme politique et avocat canadien qui a longtemps été ministre  du gouvernement libéral de Pierre Trudeau.

## Jeunesse et éducation
Né à Winnipeg, au Manitoba, Basford a déménagé avec sa mère à Comox, en Colombie-Britannique, après le décès de son père. Il a ensuite fréquenté l'Université de la Colombie-Britannique, où il a obtenu un diplôme en droit en 1956. Après son stage, il a été admis au Barreau et a exercé le droit pendant les six années suivantes.

## Carrière politique
Basford a été candidat pour le Parti libéral du Canada aux élections fédérales pour la première fois en 1962 dans Vancouver—Burrard, étant défait par 94 voix. Il a été élu pour la première fois à la Chambre des communes du Canada comme député libéral de Vancouver—Burrard lors des élections de 1963 et a été réélu lors des élections de 1965. De 1968 à 1979, il a représenté la circonscription de Vancouver-Centre.
En 1968, il est nommé au Cabinet à titre de ministre de la Consommation et des Corporations. Il devient ensuite ministre d'État chargé des Affaires urbaines (1972-1974), ministre du Revenu national (1974-1975) et ministre de la Justice et procureur général du Canada (1975-1978).
En tant que ministre de la Consommation et des Corporations, Basford a piloté l'adoption d'une loi qui a considérablement réduit les prix des produits pharmaceutiques. Le Canada a ainsi affiché les prix les plus bas du monde industrialisé jusqu'à la fin des années 1980, date à laquelle la loi a été abrogée par le gouvernement Mulroney. Sa décision la plus controversée, à l'époque, a été l'adoption du système SI (métrique) comme norme officielle des poids et mesures au Canada.
Comme ministre d'État chargé aux Affaires urbaines, il a parrainé une révision complète de la Loi nationale sur l'habitation, inaugurant ainsi une ère de programmes plus vastes de logement social et d'aide financière aux municipalités par l'intermédiaire du Programme d'amélioration des quartiers et du Programme d'aide à la remise en état des logements.
En tant que ministre de la Justice, Basford a conclu un accord de clémence qui a permis à Henry Morgentaler, militant et praticien du droit à l'avortement, d'échapper à la prison. Il était en poste en 1976, lorsque le Canada a aboli la peine capitale et lorsque la Loi canadienne sur les droits de la personne a été modifiée pour exiger un salaire égal pour un travail égal, quel que soit le sexe.
Basford a pris sa retraite du Cabinet en 1978, devenant ainsi le ministre de la Colombie-Britannique ayant exercé le plus longtemps depuis la Confédération, et ne s'est pas présenté aux élections de 1979. Il a exercé le droit au sein du cabinet Davis and Company de Vancouver et a été nommé coordonnateur par les gouvernements de la Colombie-Britannique et du Canada du complexe Northeast Coal Development en 1982.
Il est décédé le 31 janvier 2005 d'une crise cardiaque à Sechelt en Colombie-Britannique. Il a eu un fils, Daniel, et une fille, Megan, avec Madeleine Nelson.
Le parc Ron Basford de Granville Island porte son nom.